# Соржицкий сельсовет
Соржицкий сельсовет (бел. Соржыцкі сельсавет) — административная единица на территории Бешенковичского района Витебской области Белоруссии. Административный центр — деревня Соржица.

## История
В 2009 году упразднён населённый пункт Стрелище.

## Состав
Соржицкий сельсовет включает 30 населённых пунктов:
- Бардаши — деревня.
- Берешевцы — деревня.
- Берково — деревня.
- Большие Павловичи — деревня.
- Будилово — агрогородок.
- Вяжище — деревня.
- Гнездилово — деревня.
- Городец — деревня.
- Дашково — деревня.
- Дуброво — деревня.
- Жауры — деревня.
- Забелье — деревня.
- Задорожье — деревня.
- Замошье — деревня.
- Засорье — деревня.
- Застенки — деревня.
- Кудяны — деревня.
- Лихошино — деревня.
- Малые Павловичи — деревня.
- Мартасы — деревня.
- Мокряны — деревня.
- Падаки — деревня.
- Ревяки — деревня.
- Светогорово — деревня.
- Синицы — агрогородок.
- Синяны — деревня.
- Соржица — деревня.
- Холм — деревня.
- Черногостье — деревня.
- Щикотовщина — деревня.

Упразднённые населённые пункты:
- Асиновка — деревня

- Лихачи — деревня

- Стрелище — деревня[3]